# Montchamp, Calvados
Montchamp är en kommun i departementet Calvados i regionen Normandie i norra Frankrike. Kommunen ligger i kantonen Vassy som ligger i arrondissementet Vire. År 2018 hade Montchamp 545 invånare.

## Befolkningsutveckling
Antalet invånare i kommunen Montchamp
Referens:INSEE